# Trent Valley Warriors
I Trent Valley Warriors sono stati una squadra di football americano di Nottingham, in Gran Bretagna. Fondati nel 1987 come South Notts Crusaders, sono diventati Nottingham Crusaders l'anno successivo; hanno incorporato i Notts Phoenix nel 1990 e i Charnwood Beacons nel 1993, cambiando nome in Trent Valley Warriors nel 1994. Hanno chiuso alla fine della stagione 1995.

## Dettaglio stagioni

### Tornei nazionali

#### BGFL Premiership
| Stagione | regular season | regular season | regular season | regular season | regular season | regular season | playoff | playoff | playoff | playoff | playoff | playoff   | playoff    |
|          | Vin            | Par            | Per            | Tot            | PF             | PS             | Vin     | Per     | Tot     | PF      | PS      | risultato | avversaria |
| -------- | -------------- | -------------- | -------------- | -------------- | -------------- | -------------- | ------- | ------- | ------- | ------- | ------- | --------- | ---------- |
| 1988     | 6              | 0              | 4              | 10             | 130            | 78             | -       | -       | -       | -       | -       | -         | -          |
| Totale   | 6              | 0              | 4              | 10             | 130            | 78             | -       | -       | -       | -       | -       |           |            |

Fonti: Enciclopedia del Football - A cura di Roberto Mezzetti